# Oustinovka (kraï du Primorié)
Oustinovka (en russe : Усти́новка), est un village du kraï du Primorié en Extrême-Orient russe. Il se trouve dans le raïon de Kavalerovo, dans le sud-est du Primorié, et sa population s'élevait à 345 habitants au recensement de 2010. La culture d'Oustinovka, une culture archéologique de la préhistoire du Primorié, est nommée d'après le village.

## Géographie
La localité est située dans le kraï du Primorié, un sujet de l'Extrême-Orient de la Russie, en Mandchourie-Extérieure, autrefois chinoise (avant 1860), et le kraï se trouve dans le district fédéral Extrême-Oriental. Oustinovka est l'une des dix localités du raïon de Kavalerovo, un raïon de l'est du kraï. Son centre administratif est la commune urbaine de Kavalerovo. La région est recouverte par les montagnes du Sikhote-Aline.
Oustinovka, comme tout le kraï du Primorié, est située dans le fuseau horaire MSK+7 (heure de Vladivostok). Le décalage horaire appliqué par rapport au temps universel coordonné est +10:00.
De 2015 à 2021, Oustinovka faisait partie de l'établissement rural d'Oustinovka, avant que les municipalités du raïon ne soient dissoutes,.

## Histoire
La localité a été fondée en 1913.

## Démographie
Recensements (*) et estimations de la population,,,,:
| 1915* | 1926* | 2002 * | 2010* |
| ----- | ----- | ------ | ----- |
| 95    | 29    | 370    | 345   |

En 2002, sur les 370 habitants, il y avait 91 % de Russes.

## Galerie

Vues d'Oustinovka :
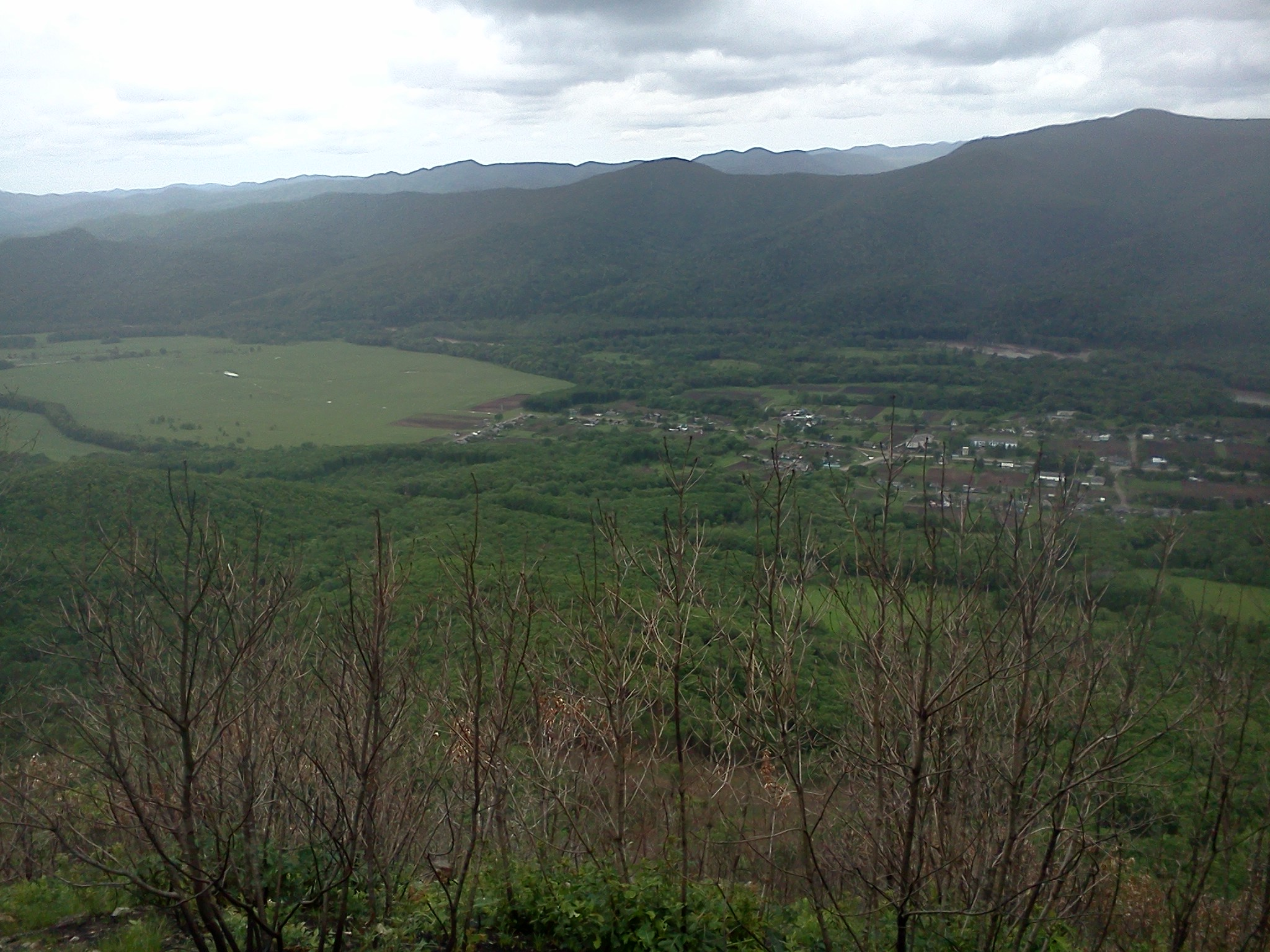
Vue générale.
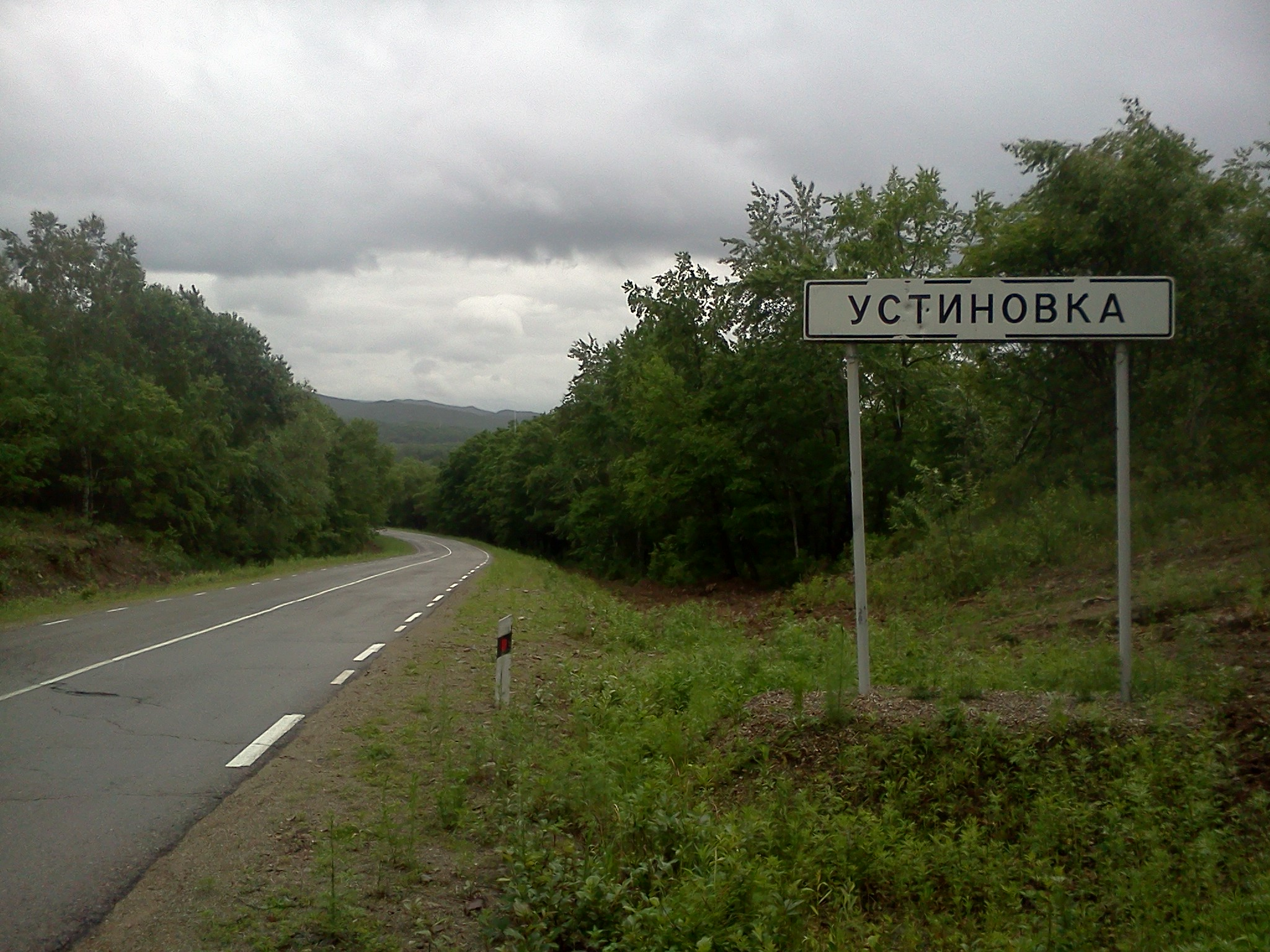
Panneau d'entrée.
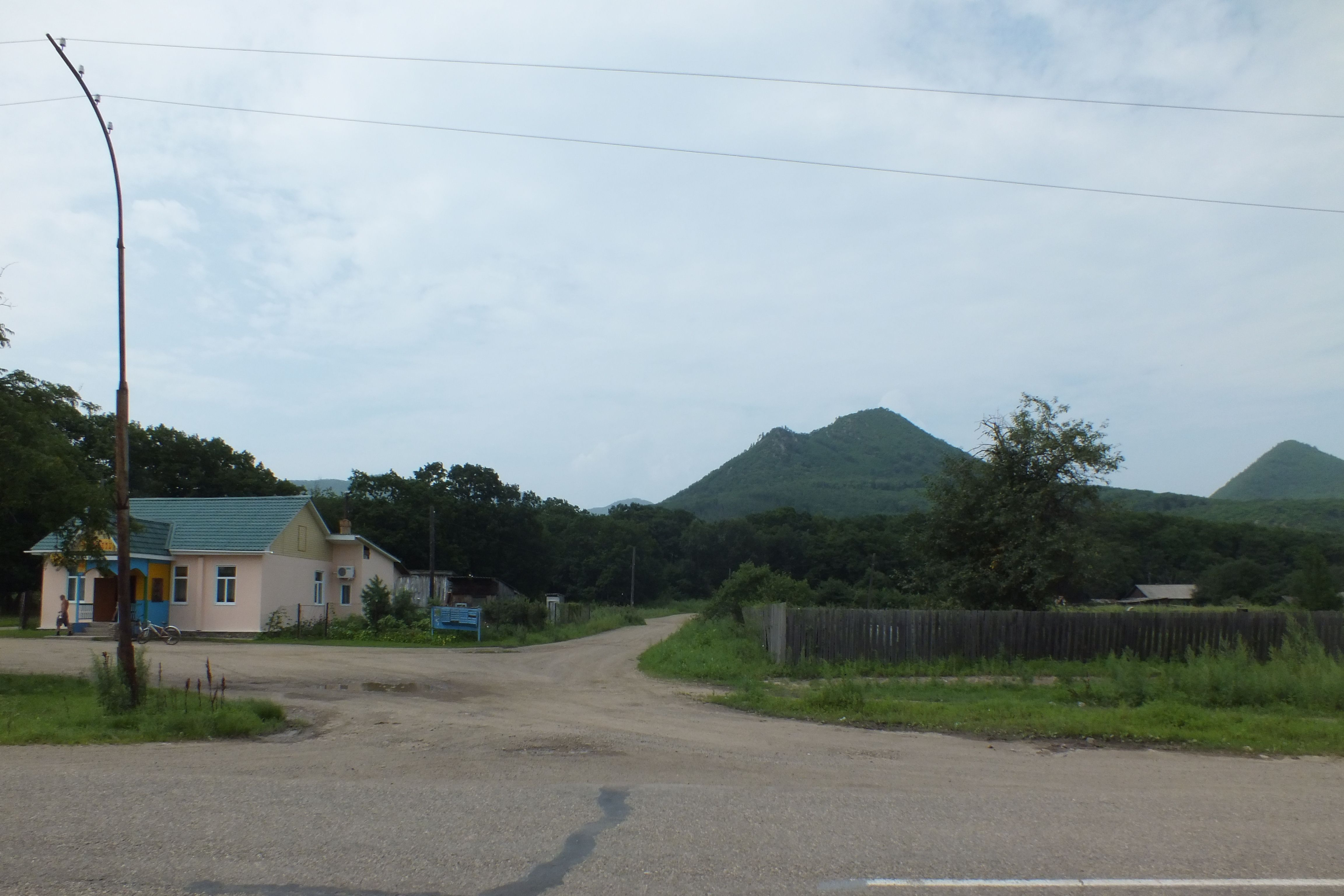
Maisons.
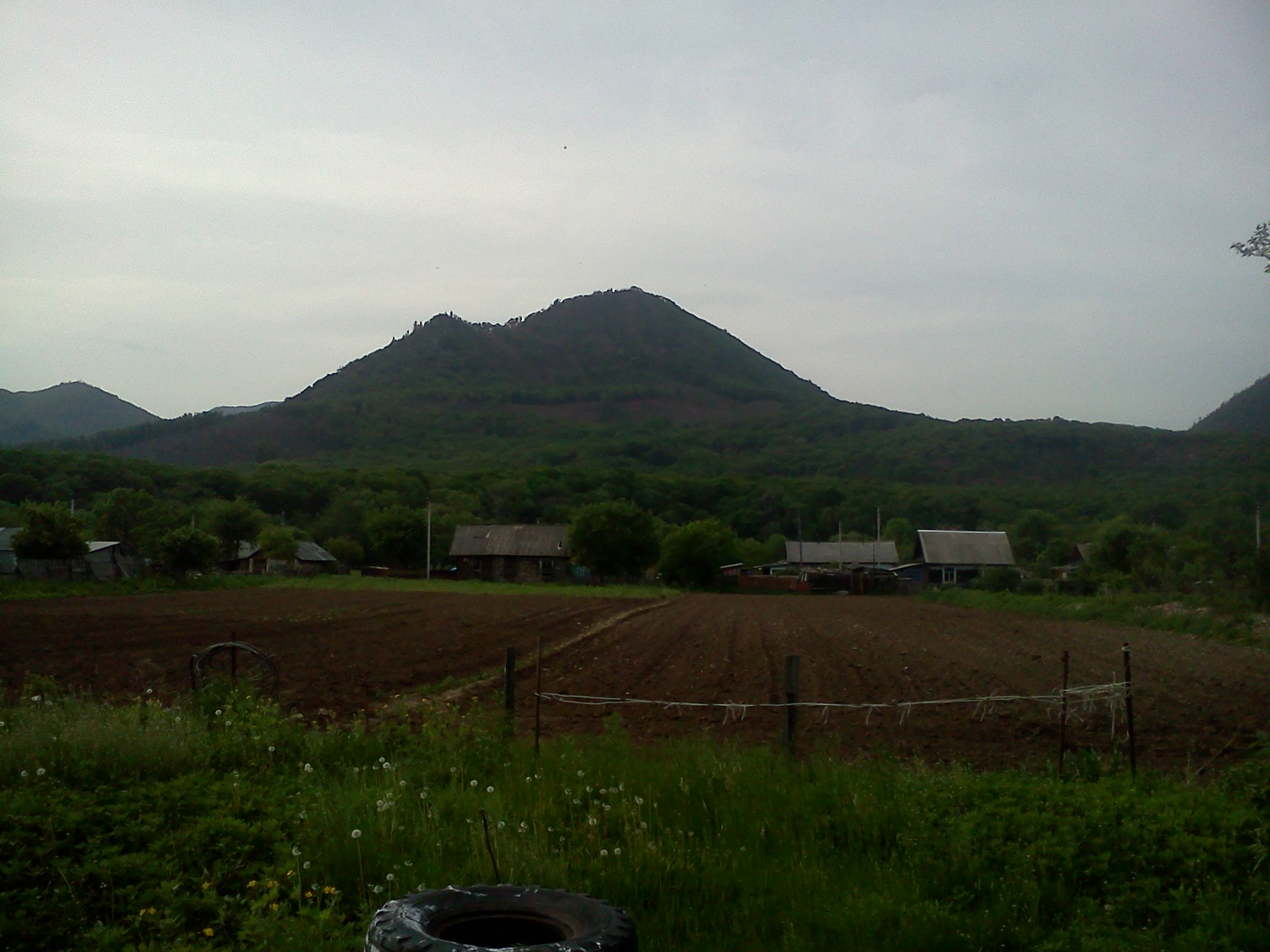
Champ et maisons.